# Hololepta plagigera
Hololepta plagigera är en skalbaggsart som först beskrevs av Lewis 1888.  Hololepta plagigera ingår i släktet Hololepta och familjen stumpbaggar. Inga underarter finns listade i Catalogue of Life.